# Scorpaena melasma
Scorpaena melasma és una espècie de peix pertanyent a la família dels escorpènids.
És un peix marí, demersal i de clima tropical que viu entre 37-66 m de fondària. Es troba a l'Atlàntic occidental: Surinam i el Brasil.
És inofensiu per als humans.